# Nacho Monreal
Pour les articles homonymes, voir Monreal (homonymie).
Ignacio Monreal Eraso, né le 26 février 1986 à Pampelune en Espagne, est un ancien footballeur international espagnol, à la retraite, évoluant au poste latéral gauche.

## Biographie

### En club
Nacho Monreal est un produit du centre de formation d'Osasuna. Il a fait ses débuts avec l'équipe première le 9 août 2006 lors du 3e tour préliminaire de la Ligue des champions face à Hambourg. Il a également joué le match retour où son équipe a été éliminée. Il a ensuite disputé quatre matches durant le grand parcours de son club en Coupe de l'UEFA, qui a été éliminé en demi-finale par le FC Séville, vainqueur de la compétition. Il a également joué dix matches durant la saison 2006-2007 de Liga, et son premier match était le 22 octobre 2006 contre le Valence CF (défaite 1-0).
Durant la saison 2007-2008, il s'est imposé comme titulaire sur le côté gauche de la défense d'Osasuna, tout comme César Azpilicueta sur le côté droit, un autre produit du centre de formation qui était son coéquipier à cette époque. Depuis cette période, Nacho Monreal est resté un titulaire indiscutable de son équipe.
En juin 2011, Nacho Monreal quitte Osasuna pour rejoindre Malaga CF. Le montant du transfert s'élève à 6 millions d'euros.
Fin janvier 2013, Nacho Monreal quitte Malaga CF pour rejoindre Arsenal FC. Le montant du transfert s'élève à environ 10 millions d'euros. En février de la même année, il dispute son premier match avec Arsenal FC face à l'équipe de Stoke City (victoire 1-0). Le 16 mars, il inscrit son premier but contre Swansea. Arsenal remporte le match 2-0.
Le 31 août 2019, il rentre en Espagne et signe un contrat de deux ans à la Real Sociedad.
En mai 2022, Le club annonce que son contrat ne sera pas prolongé à l'issue de la saison.

Le 16 août 2022, il annonce, sur ses réseaux sociaux, mettre un terme à sa carrière.

### En sélection
En 2007, Nacho Monreal a été appelé pour la première fois en équipe d'Espagne espoirs. Il était titulaire lors du Championnat d'Europe espoirs 2009, où sa sélection a été éliminée au premier tour de la phase finale.
Le 6 août 2009, Monreal est convoqué pour la première fois en équipe d'Espagne, pour le match amical du 12 août face à la Macédoine. Il est entré en jeu pour remplacer Joan Capdevila à la 71e minute, pour une victoire 3-2 des espagnols. Il est titulaire pour sa deuxième sélection, le 10 octobre 2009 face à l'Arménie (victoire 2-1) pour les éliminatoires de la Coupe du monde 2010, mais il n'a pas été sélectionné pour disputer la Coupe du monde 2010. Le sélectionneur champion du monde Vicente del Bosque l'a cependant réintégré dans la Selección par la suite.

## Statistiques
| Saison                | Club                  | Championnat           | Championnat | Championnat | Championnat | Coupe nationale | Coupe nationale | Coupe nationale | Coupe de la Ligue | Coupe de la Ligue | Coupe de la Ligue | Supercoupe | Supercoupe | Supercoupe | Compétition(s) continentale(s) | Compétition(s) continentale(s) | Compétition(s) continentale(s) | Compétition(s) continentale(s) | Total | Total | Total |
| Saison                | Club                  | Division              | M.          | B.          | P.d.        | M.              | B.              | P.d.            | M.                | B.                | P.d.              | M.         | B.         | P.d.       | Comp.                          | M.                             | B.                             | P.d.                           | M.    | B.    | P.d.  |
| 2006-2007             | CA Osasuna            | Liga                  | 10          | 0           | 0           | 3               | 0               | 0               | -                 | -                 | -                 | -          | -          | -          | C1+C3                          | 2+4                            | 0                              | 0                              | 19    | 0     | 0     |
| 2007-2008             | CA Osasuna            | Liga                  | 27          | 1           | 2           | 0               | 0               | 0               | -                 | -                 | -                 | -          | -          | -          | -                              | -                              | -                              | -                              | 27    | 1     | 2     |
| 2008-2009             | CA Osasuna            | Liga                  | 28          | 0           | 3           | 1               | 0               | 0               | -                 | -                 | -                 | -          | -          | -          | -                              | -                              | -                              | -                              | 29    | 0     | 3     |
| 2009-2010             | CA Osasuna            | Liga                  | 31          | 1           | 1           | 6               | 0               | 0               | -                 | -                 | -                 | -          | -          | -          | -                              | -                              | -                              | -                              | 37    | 1     | 1     |
| 2010-2011             | CA Osasuna            | Liga                  | 31          | 1           | 2           | 1               | 0               | 0               | -                 | -                 | -                 | -          | -          | -          | -                              | -                              | -                              | -                              | 32    | 1     | 2     |
| Sous-total            | Sous-total            | Sous-total            | 127         | 3           | 8           | 11              | 0               | 0               | -                 | -                 | -                 | -          | -          | -          | -                              | 6                              | 0                              | 0                              | 144   | 3     | 8     |
| 2011-2012             | Málaga CF             | Liga                  | 31          | 0           | 4           | 2               | 0               | 0               | -                 | -                 | -                 | -          | -          | -          | -                              | -                              | -                              | -                              | 33    | 0     | 4     |
| 2012-2013             | Málaga CF             | Liga                  | 14          | 1           | 2           | 3               | 0               | 1               | -                 | -                 | -                 | -          | -          | -          | C1                             | 4                              | 0                              | 0                              | 21    | 1     | 3     |
| Sous-total            | Sous-total            | Sous-total            | 45          | 1           | 6           | 5               | 0               | 1               | -                 | -                 | -                 | -          | -          | -          | -                              | 4                              | 0                              | 0                              | 54    | 1     | 7     |
| 2012-2013             | Arsenal FC            | PL                    | 10          | 1           | 1           | 1               | 0               | 0               | -                 | -                 | -                 | -          | -          | -          | C1                             | -                              | -                              | -                              | 11    | 1     | 1     |
| 2013-2014             | Arsenal FC            | PL                    | 23          | 0           | 1           | 3               | 0               | 0               | 2                 | 0                 | 0                 | -          | -          | -          | C1                             | 8                              | 0                              | 0                              | 36    | 0     | 1     |
| 2014-2015             | Arsenal FC            | PL                    | 28          | 0           | 1           | 4               | 1               | 0               | 0                 | 0                 | 0                 | 1          | 0          | 0          | C1                             | 6                              | 0                              | 0                              | 39    | 1     | 1     |
| 2015-2016             | Arsenal FC            | PL                    | 37          | 0           | 3           | 1               | 0               | 0               | 0                 | 0                 | 0                 | 1          | 0          | 0          | C1                             | 6                              | 0                              | 1                              | 45    | 0     | 4     |
| 2016-2017             | Arsenal FC            | PL                    | 36          | 0           | 2           | 4               | 1               | 0               | -                 | -                 | -                 | -          | -          | -          | C1                             | 3                              | 0                              | 0                              | 43    | 1     | 2     |
| 2017-2018             | Arsenal FC            | PL                    | 28          | 5           | 2           | -               | -               | -               | 2                 | 0                 | 0                 | 1          | 0          | 0          | C3                             | 7                              | 1                              | 0                              | 38    | 6     | 2     |
| 2018-2019             | Arsenal FC            | PL                    | 22          | 1           | 3           | -               | -               | -               | 2                 | 0                 | 1                 | -          | -          | -          | C3                             | 12                             | 0                              | 2                              | 36    | 1     | 6     |
| 2019-2020             | Arsenal FC            | PL                    | 3           | 0           | 0           | -               | -               | -               | -                 | -                 | -                 | -          | -          | -          | C3                             | -                              | -                              | -                              | 3     | 0     | 0     |
| Sous-total            | Sous-total            | Sous-total            | 187         | 7           | 13          | 13              | 2               | 0               | 6                 | 0                 | 1                 | 3          | 0          | 0          | -                              | 42                             | 1                              | 3                              | 251   | 10    | 17    |
| 2019-2020             | Real Sociedad         | Liga                  | 29          | 2           | 0           | 4               | 0               | 0               | -                 | -                 | -                 | -          | -          | -          | -                              | -                              | -                              | -                              | 33    | 2     | 0     |
| 2020-2021             | Real Sociedad         | Liga                  | 16          | 1           | 1           | 1               | 0               | 0               | -                 | -                 | -                 | 1          | 0          | 0          | C3                             | 7                              | 1                              | 0                              | 25    | 2     | 1     |
| Sous-total            | Sous-total            | Sous-total            | 45          | 3           | 1           | 5               | 0               | 0               | -                 | -                 | -                 | 1          | 0          | 0          | -                              | 7                              | 1                              | 0                              | 58    | 4     | 1     |
| Total sur la carrière | Total sur la carrière | Total sur la carrière | 404         | 14          | 28          | 34              | 2               | 1               | 6                 | 0                 | 1                 | 4          | 0          | 0          | -                              | 59                             | 2                              | 3                              | 507   | 18    | 33    |

## Palmarès
Arsenal FC
- Ligue Europa
  - Finaliste : 2019
- Coupe d'Angleterre
  - Vainqueur : 2014, 2015, 2017
- Coupe de la Ligue
  - Finaliste : 2018
- Community Shield
  - Vainqueur : 2014, 2015, 2017

 Real Sociedad
- Coupe d'Espagne
  - Vainqueur : 2020